# 非裔美國人歷史和文化國家博物館
非裔美國人歷史和文化國家博物館（英語：National Museum of African American History and Culture，簡稱NMAAHC）為史密森尼學會旗下的一家博物館，其位於美國華盛頓哥倫比亞特區的國家廣場上。
最早倡议建立以非裔美国人历史和文化为特色的联邦所有的博物馆的可以追溯到 1915 年，但数十年收效甚微;1988 年开始了更大力度的立法推动，并于 2003 年获得了建立博物馆的授权。2012年开工建设，2016年博物馆竣工，奥巴马总统主持开幕仪式。
NMAAHC 是世界上最大的致力于展示非裔美国人历史和文化的博物馆。 在其运营的第一年，它被列为第四大访问量的史密森尼博物馆。 该博物馆收藏了 40,000 多件物品，但展出的物品只有约 3,500 件。 这座10 层建筑（地上五层和地下五层）占地 350,000 平方英尺（33,000 m 2 ）。  